# Epigelasma rufifrons
Epigelasma rufifrons là một loài bướm đêm trong họ Geometridae.